# Anton Fux
Anton Fux (* 18. Jänner 1923 in Hohenau an der March; † 29. August 1991) war ein österreichischer Politiker (SPÖ) und Maschinenschlosser. Er war von 1976 bis 1986 Abgeordneter zum Landtag von Niederösterreich.

## Leben
Fux absolvierte die Volks- und Hauptschule, bevor er während des Zweiten Weltkriegs zwischen 1941 und 1942 dienstverpflichtet wurde und danach Militärdienst ableisten musste. Er geriet in britische Kriegsgefangenschaft und trat 1947 eine Stelle als Maschinenschlosser in der Zuckerfabrik Hohenau an. Dort engagierte sich Fux auch als Betriebsrat.

## Politik
Fux wirkte ab 1960 im Gemeinderat von Hohenau. Er hatte in der Folge zwischen den Jahren 1967 und 1987 das Amt des Bürgermeisters von Hohenau inne und vertrat die SPÖ Niederösterreich zwischen dem 8. April 1976 und dem 13. November 1986 im Niederösterreichischen Landtag. 